# Coupe de Guadeloupe féminine de football
La Coupe de Guadeloupe est une compétition de football féminin.

## Palmarès
| Saison      | Champion                         |
| ----------- | -------------------------------- |
| 1986-1987   | MJC de Point-à-Pitre             |
| 1987-1988   | MJC de Point-à-Pitre             |
| 1988 à 2004 | inconnu                          |
| 2004-2005   | MJC de Point-à-Pitre             |
| 2005-2006   | Solidarité 2000 de Morne-à-l'Eau |
| 2006-2007   | inconnu                          |
| 2005-2006   | MJC de Point-à-Pitre             |
| 2006-2007   | inconnu                          |
| 2007-2008   | Solidarité 2000 de Morne-à-l'Eau |
| 2009        | MJC de Point-à-Pitre             |
| 2010-2011   | MJC de Point-à-Pitre             |
| 2011-2012   | Solidarité 2000 de Morne-à-l'Eau |
| 2012-2013   | inconnu                          |
| 2013-2014   | ASFFB                            |
| 2014-2015   | Cactus (Ste Anne)                |
| 2015-2016   | Good Luck (Gosier)               |